# Dabbe 6: Demonii sunt peste tot
Dabbe 6: Demonii sunt peste tot (D@bbe 6) este un film de groază turcesc scris și regizat de Hasan Karacadağ. A fost vizionat de 497.468 de persoane în primele patru săptămâni de la premieră în cinematografele din Turcia.

## Rezumat
Mukadder Yaman moare subit într-o noapte. După cei de la medicina legală, cauza morții este hemoragia cerebrală. Ayla, care se afla cu mama ei în momentul morții, susține că incidentul a fost o crimă. După acesta, criminalii sunt ființe din altă dimensiune. Doctorul Zeren, care crede că aceste afirmații se datorează unei traume psihologice, cere ajutor de la prietenii săi specialiști în neurologie. Dar testele sunt neconcludente. Ayla devine o străină pe zi ce trece. Ceea ce nimeni nu știe este că tribul Djinn Cuhenna se află în spatele tuturor acestor lucruri.

## Distribuție
- Elçin Atamgüç⁠(d) – Atye (ca Elcin Atamgüc)
- Ömer Duran⁠(d) – Recep
- Funda Eskioglu – Mukadder Yaman
- Nilay Gök – Ayla Yaman
- Berke Can Göktas – Dabbe
- Fehmi Karaarslan – Celal Aydilek
- Murat Sevis – Cafer
- Sema Simsek – Zeren Ertas
- Aybike Turan – Firdevs Taheri
- Burak Çimen – Hunchback Cuma (ca Burak Cimen)
- Volkan Ünal⁠(d) – Hakan